# Фрисселл, Тони
То́ни Фри́сселл (англ. Toni Frissell, полное имя Антуанетта Фрисселл Бэкон, англ. Antoinette Frissell Bacon; 10 марта 1907, Манхэттен — 17 апреля 1988, Лонг-Айленд) — американский фотограф, известная модными и военными фотографиями, а также фотопортретами известных американцев и европейцев и запечатлёнными на плёнке моментами XX века.

## Довоенное творчество
Свои фотографии подписывала «Тони Фрисселл», даже после брака с Мак-Нилом Бэконом. Фрисселл работала со многими известными фотографами своего времени, учась мастерству у Сесила Битона и прислушиваясь к советам Эдварда Стайхена. Первой работой Фрисселл в качестве профессионального фотографа стали съёмки для журнала Vogue в 1931 году, в чём ей помог основатель журнала Конде Наст. Позднее Тони работала на Harper’s Bazaar. Её фотографии для модных журналов, даже когда речь шла о вечерних туалетах, часто проводились на природе, что должно было привлекать интерес активных женщин.

## Вторая мировая война

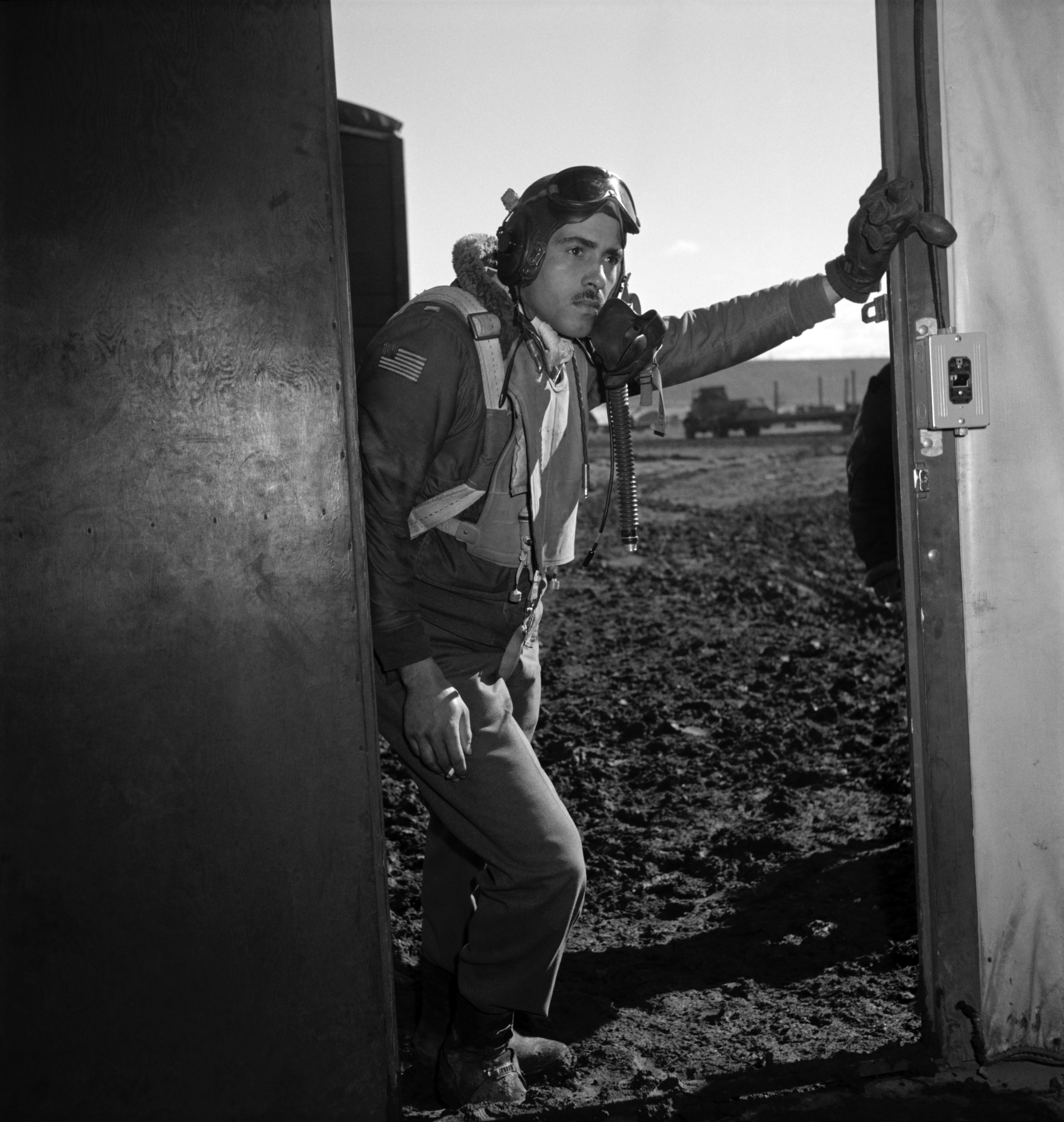
Портрет лётчика Эдварда М. Томаса. Фотография Тони Фрисселл, март 1945 года.

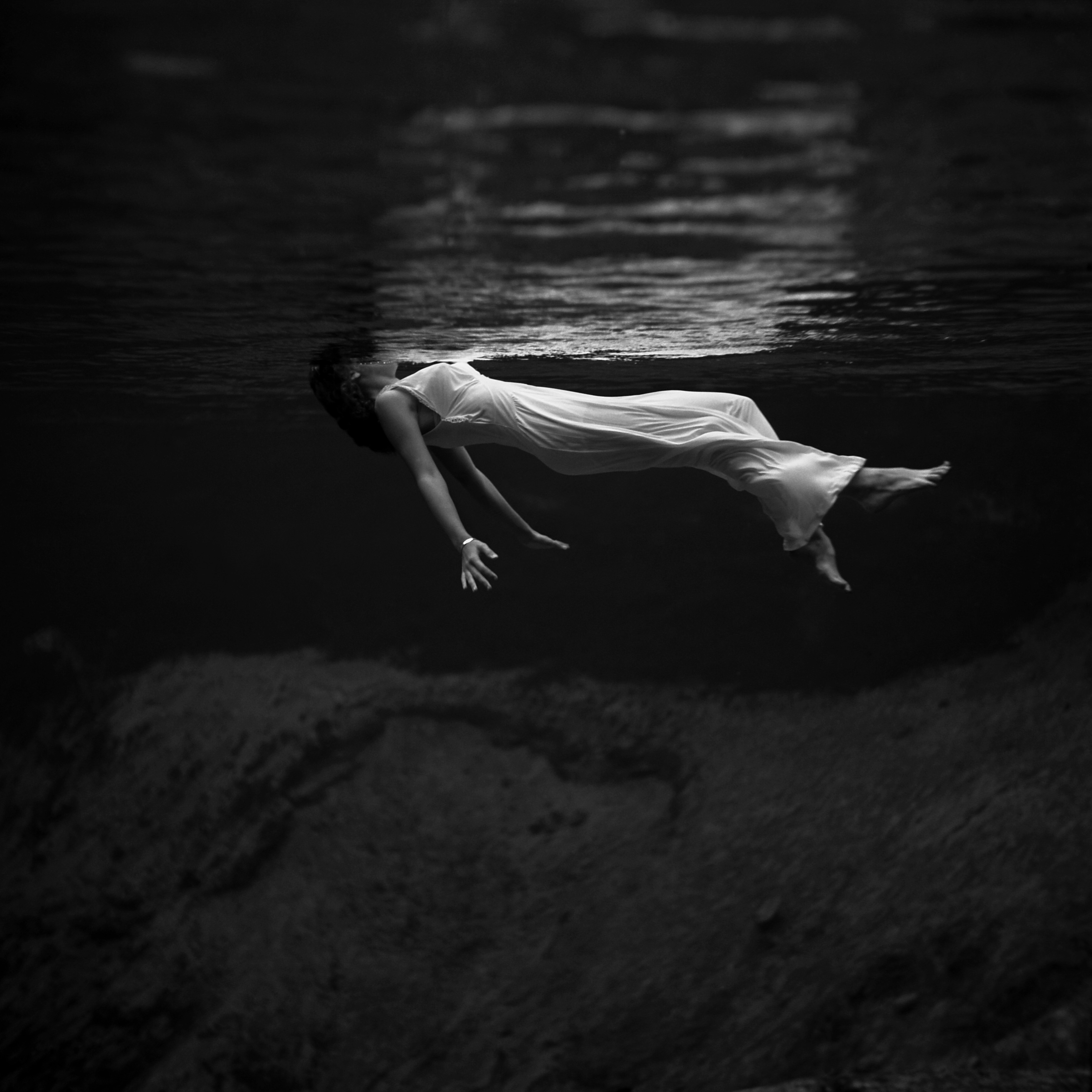
Уики-Уочи-Спрингс, Флорида (1947). Эта фотография впоследствии использовалась для оформления альбомов Undercurrent Билла Эванса и Джима Холла, Tears in Rain группы This Ascension, «Океании» Освальдо Голихова и Whispering Sin группы the Beauvilles.

В 1941 году Фрисселл предложила свои услуги Американскому Красному Кресту, затем работа привела её в 8 воздушную армию. Она стала официальным фотографом Женского корпуса. В это время Фрисселл делала снимки медсестер в госпиталях, солдат на передовой, женщин-бойцов, лётчиков-негров и осиротевших детей. Дважды она побывала в Европе, на Западном фронте. Динамичные фотографии женщин и афроамериканцев на войне использовались в пропагандистских целях.

## После войны
В 1950-х Фрисселл переключилась на фотографии известных и влиятельных людей Европы и США в неофициальной обстановке. Среди них были Уинстон Черчилль, Элеоноры Рузвельт, Джон и Жаклин Кеннеди. Одновременно Тони работала на журналы Sports Illustrated и Life. Стремление фотографировать активных женщин помогло ей в 1953 году стать первым в истории штатным корреспондентом-женщиной Sports Illustrated и несколько десятилетий оставаться одной из немногих женщин, занимавшихся спортивной фотографией.
В поздних работах Фрисселл активные женщины стали представать во всевозможных ситуациях, часто иллюстрирующих человеческие эмоции.

## Книги
Фотоиллюстрации:
- A Child’s Garden of Verses (1944)
- Bermuda:The Happy Island (1946)
- Mother Goose (1948)
- The King Ranch, 1939—1944 (1965)
- Tethered, by Amy MacKinnon (August 2008)

## Личная жизнь
Тони Фрисселл умерла от болезни Альцгеймера 17 апреля 1988 года в доме престарелых на Лонг-Айленде.

### Библиотека Конгресса
В Библиотеке Конгресса хранится коллекция фотографий Тони Фрисселл.
- Toni Frissell Collection:Prints and Photographs Division Even more photos are not yet digitized
- Endless Summer (Imagination): American Treasures of the Library of Congress
- Toni Frissell — Women Come to the Front (Library of Congress Exhibition) World War II photographs
- Toni Frissell Collection (Prints and Photographs Reading Room, Library of Congress)